# Charmed Life
Charmed Life es el cuarto álbum de estudio del músico y compositor inglés Billy Idol, lanzado en 1990 a través de Chrysalis Records.
"Cradle of Love" también aparece en la banda sonora de The Adventures of Ford Fairlane. El videoclip ganó en 1990 un premio MTV Video Music Award al "Mejor vídeoclip hecho para una película". El vídeo, dirigido por David Fincher, cuenta con la colaboración de Betsy Lynn George.
El disco ha sido certificado platino por la RIAA.

## Lista de canciones

### Cara A
1. "The Loveless" (Idol, Mark Younger-Smith) – 4:17
2. "Pumping on Steel" (Idol, Younger-Smith) – 4:42
3. "Prodigal Blues" (Idol) – 5:41
4. "L.A. Woman" (Densmore, Krieger, Manzarek, Morrison) – 5:19
5. "Trouble with the Sweet Stuff" – 5:50

### Cara B
1. "Cradle of Love" (Idol, David Werner) – 4:39
2. "Mark of Caine" (Idol) – 4:33
3. "Endless Sleep" (Nance, Reynolds) – 3:13
4. "Love Unchained" (Idol) – 4:41
5. "The Right Way" (Idol) – 5:05
6. "License to Thrill" (Keith Forsey, Idol) – 6:02

## Personal
- Billy Idol - voz, guitarra
- Mark Younger-Smith - guitarra, bajo
- Mike Baird - batería
- Phil Soussan - bajo
- Arthur Barrow - teclados, programación
- Keith Forsey - batería, productor
- Jimmy Johnson - bajo
- Greg Mathieson - teclados
- Phil Shenale - bajo, programación
- Vito - bajo